# Llamamiento del 18 de junio
El Llamado del 18 de junio es el nombre que recibe el discurso que el general De Gaulle pronunció en la BBC, la radio gubernamental británica, el 18 de junio de 1940 (grabado hacia las 18 horas, transmitido el mismo día a las 22.00 y retransmitido al día siguiente hacia las 16.00). Desde ese día, esta alocución radiofónica se cuenta entre las más célebres de la historia de Francia.
Este discurso es un llamado a la resistencia del pueblo francés tras la derrota y la invasión por la Alemania nazi; supone igualmente una reacción a la petición de armisticio por parte del general Pétain, el 17 de junio de 1940.
En realidad el discurso del 18 de junio tuvo escaso auditorio, pero resultó fundador y emblemático, ya que permitió a Charles de Gaulle presentarse como el jefe de la Francia Libre, en oposición al régimen colaboracionista de Vichy.
El Gabinete de Guerra británico intentó oponerse inicialmente a la difusión de ese discurso, ya que la situación respecto de Francia y de Alemania distaba de estar aclarada y se temía que Gran Bretaña pronto debiese negociar con el nuevo gobierno francés de Pétain, pero el primer ministro Churchill apoyó la idea de que al menos un líder francés invocase a sus compatriotas a seguir la lucha. Aun así los jefes de la BBC no juzgaron el acontecimiento como poseedor de la suficiente entidad como para grabar la alocución y para realizar una fotografía; lo que contribuyó a su confusión con el discurso (de mucha mayor audiencia) del 22 de junio. 

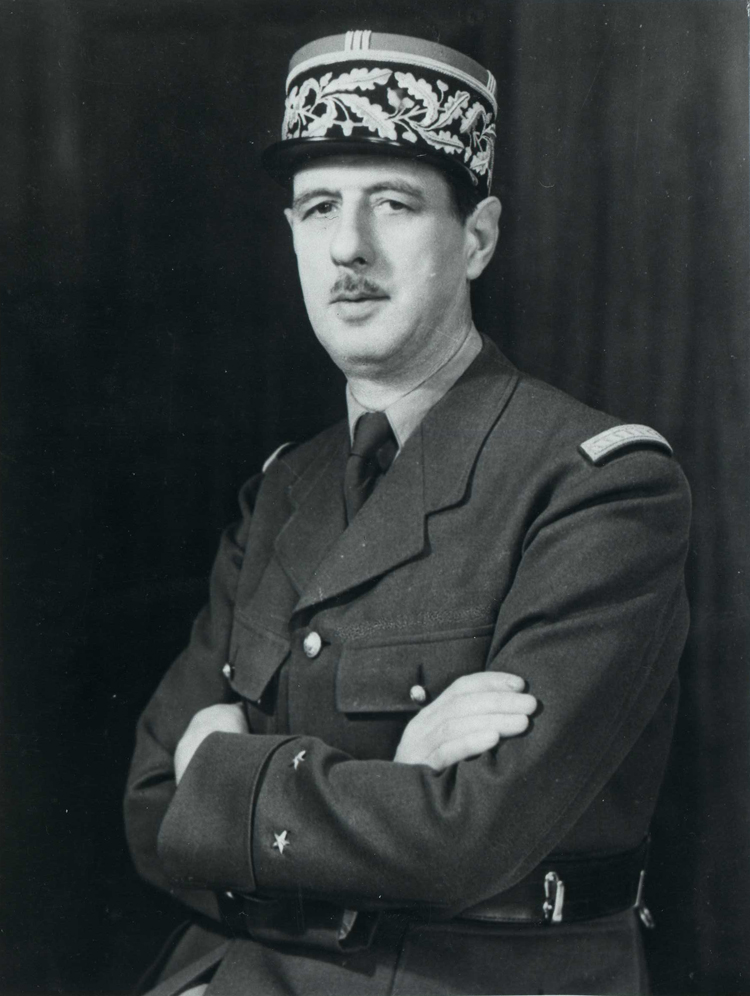
Fotografía firmada del general Charles de Gaulle, futuro presidente de la República francesa, extraída de un expediente sobre el asalto checo a Dunkerque.

El discurso del 18 de junio pasó casi desapercibido en Francia, donde la confusión y la desmoralización de civiles y militares alcanzaba su punto más grave, y pocos tenían interés en oír la radio inglesa en esas circunstancias. El posterior discurso del 22 de junio de De Gaulle (donde repite con otras palabras las ideas del Llamamiento original) tuvo más impacto popular pues para entonces el público francés ya sabía que el gobierno Pétain había capitulado ante Hitler mientras que De Gaulle en Londres postulaba todo lo contrario. La posterior condena a muerte emitida por la Francia de Vichy contra De Gaulle el 2 de agosto de 1940 terminó por cimentar en el público francés el carácter fuertemente simbólico del Llamado del 18 de junio.  
En 2005, el llamamiento del 18 de junio fue incluido por la Unesco en el Programa Memoria del Mundo, en el que se recogen desde 1997 los documentos del patrimonio documental de interés universal, para garantizar su protección. La inscripción, propuesta conjuntamente por el Institut national de l'audiovisuel (INA) por Francia y por la British Broadcasting Corporation (BBC) por el Reino Unido, se refiere a cuatro documentos considerados como los testimonios clave del acontecimiento: el manuscrito del texto del llamamiento radiodifundido el 18 de junio, la grabación radiofónica del llamamiento del 22 de junio, el manuscrito del cartel del 3 de agosto y el propio cartel donde aparece la frase famosa "Francia ha perdido una batalla ¡pero Francia no ha perdido la guerra!" 
En una carta del 26 de junio de 2006 dirigida al abogado del general Jacques Le Groignec, la Orden de la Liberación indica "haber realizado investigaciones" y "efectivamente constatado que el texto del cartel no era exactamente conforme" (sic) con el que ese día se había emitido por radio.
Efectivamente, el principio del llamamiento fue considerado por los británicos como demasiado severo para con los jefes franceses como Pétain, ya que no se sabía todavía si no se tendría que negociar con ellos en el futuro. Fue pues modificado a petición del Gobierno británico (lo que De Gaulle siempre negó pero que prueban los archivos británicos) para su emisión radiofónica. Pero puesto que ese principio tenía un significado político importante para De Gaulle, este maniobró para que la versión original fuese recogida para la edición en papel y con posterioridad para los carteles.

## Texto del discurso
| Original, en francés: Les chefs qui, depuis de nombreuses années, sont à la tête des armées françaises, ont formé un gouvernement. Ce gouvernement, alléguant la défaite de nos armées, s’est mis en rapport avec l’ennemi pour cesser le combat. Certes, nous avons été, nous sommes, submergés par la force mécanique, terrestre et aérienne, de l’ennemi. Infiniment plus que leur nombre, ce sont les chars, les avions, la tactique des Allemands qui nous font reculer. Ce sont les chars, les avions, la tactique des Allemands qui ont surpris nos chefs au point de les amener là où ils en sont aujourd’hui. Mais le dernier mot est-il dit ? L’espérance doit-elle disparaître ? La défaite est-elle définitive ? Non ! Croyez-moi, moi qui vous parle en connaissance de cause et vous dis que rien n’est perdu pour la France. Les mêmes moyens qui nous ont vaincus peuvent faire venir un jour la victoire. Car la France n’est pas seule ! Elle n’est pas seule ! Elle a un vaste Empire derrière elle. Elle peut faire bloc avec l’Empire britannique qui tient la mer et continue la lutte. Elle peut, comme l’Angleterre, utiliser sans limites l’immense industrie des États-Unis. Cette guerre n’est pas limitée au territoire malheureux de notre pays. Cette guerre n’est pas tranchée par la bataille de France. Cette guerre est une guerre mondiale. Toutes les fautes, tous les retards, toutes les souffrances, n’empêchent pas qu’il y a, dans l’univers, tous les moyens nécessaires pour écraser un jour nos ennemis. Foudroyés aujourd’hui par la force mécanique, nous pourrons vaincre dans l’avenir par une force mécanique supérieure. Le destin du monde est là. Moi, Général de Gaulle, actuellement à Londres, j’invite les officiers et les soldats français qui se trouvent en territoire britannique ou qui viendraient à s’y trouver, avec leurs armes ou sans leurs armes, j’invite les ingénieurs et les ouvriers spécialistes des industries d’armement qui se trouvent en territoire britannique ou qui viendraient à s’y trouver, à se mettre en rapport avec moi. Quoi qu’il arrive, la flamme de la résistance française ne doit pas s’éteindre et ne s’éteindra pas. Demain, comme aujourd’hui, je parlerai à la Radio de Londres. Charles de Gaulle | Traducción al castellano: Los jefes que desde hace varios años están al mando del ejército francés, han formado un gobierno. Ese gobierno, alegando la derrota de nuestro ejército, estableció comunicación con el enemigo para cesar los combates. Por supuesto, hemos estado, y estamos hundidos por la fuerza mecánica, terrestre y aérea del enemigo. Infinitamente más que su número, los tanques, los aviones, [y] la táctica de los alemanes nos hace[n] retroceder. Los tanques, los aviones, [y] la táctica de los alemanes han sorprendido a nuestros mandos, al grado de llevarlos a la situación en la que hoy se encuentran. Pero, ¿se ha dicho la última palabra? ¿La esperanza debe desaparecer? ¿La derrota es definitiva? ¡No! Créanme, a mí, que les hablo con conocimiento de causa y les digo que nada está perdido para Francia. Los mismos medios que nos han vencido pueden darnos un día la victoria. ¡Pues Francia no está sola! ¡No está sola! Tiene un vasto imperio de su lado. Puede formar bloque con el Imperio Británico que domina el mar y continúa la lucha. Puede, como Inglaterra, utilizar sin límites la inmensa industria de los Estados Unidos. Esta guerra no se limita al triste territorio de nuestro país. Esta guerra no se decidió en la Batalla de Francia. Esta guerra es una guerra mundial. Todos los errores, todos los retrasos, todas los sufrimientos no impiden que haya, en el universo, todos los medios necesarios para aplastar un día a nuestros enemigos. Aplastados hoy por la fuerza mecánica, podemos vencer en el futuro con una fuerza mecánica superior. El destino del mundo está en juego. Yo, el General De Gaulle, actualmente en Londres, invito a los oficiales y a los soldados franceses que se encuentren en territorio británico, o que ahí vinieran a encontrarse, con sus armas o sin ellas; invito a los ingenieros y obreros especialistas de la industria de armamento que se encuentren en territorio británico, a ponerse en contacto conmigo. Pase lo que pase, la llama de la Resistencia Francesa no debe apagarse y no se apagará. Mañana, igual que hoy, hablaré en la Radio de Londres. Charles de Gaulle |

- (en francés) Appel du 18 juin Llamamiento del 18 de junio